# Laplands len
Laplands len (finsk: Lapin lääni, svensk: Lapplands län) var et finsk len, som eksisterede i perioden 1938–2009. Lenet blev udskilt fra Oulus len i 1938 og nedlagt som led i lenenes generelle nedlæggelse med udgangen af 2009.
Lenet var en del af det større geografiske område Lapland, der dækker dele af både Norge, Sverige, Finland og Rusland. Laplands len havde et landareal på 92.663,74 km² og et indbyggertal på 183.775 ved nedlæggelsen. Det var arealmæssigt det største finske len, men det havde den næstmindste befolkning (kun Åland havde færre indbyggere). Lensbestyrelsen var placeret i lenets største by, Rovaniemi.
Lenet omfattede ét landskab (svenskt navn i parentes):
- Lappi (Lappland)

Der var 21 kommuner i lenet, heraf fire bykommuner (markeret med fed skrift) – svensk navn i parentes:
| - Enontekiö (Enontekis) - Inari (Enare) - Kemi - Kemijärvi - Keminmaa - Kittilä - Kolari | - Muonio - Pelkosenniemi - Pello - Posio - Ranua - Rovaniemi - Salla | - Savukoski - Simo - Sodankylä - Tervola - Tornio (Torneå) - Utsjoki - Ylitornio (Övertorneå) |